# Нюксеница (река)
Ню́ксеница (Ню́ксенка) — река в Вологодской области России, левый приток реки Сухоны.
Протекает по территории Нюксенского района. Устье расположено в селе Нюксеница — река протекает через село, деля его на две части. Исток — слияние рек Баклановки и Юровицы. В водосборном бассейне реки болота Сосновое и Юрьевское.
Название реки происходит от саамского слова «нюкша» — белый лебедь. В давние времена эти птицы водились в обилии в этом краю. Одноимённое село названо по реке. Местными жителями также употребляется название «Нюксенка».
Код водного объекта — 03020100312199000000670.